# Hotel Rossia

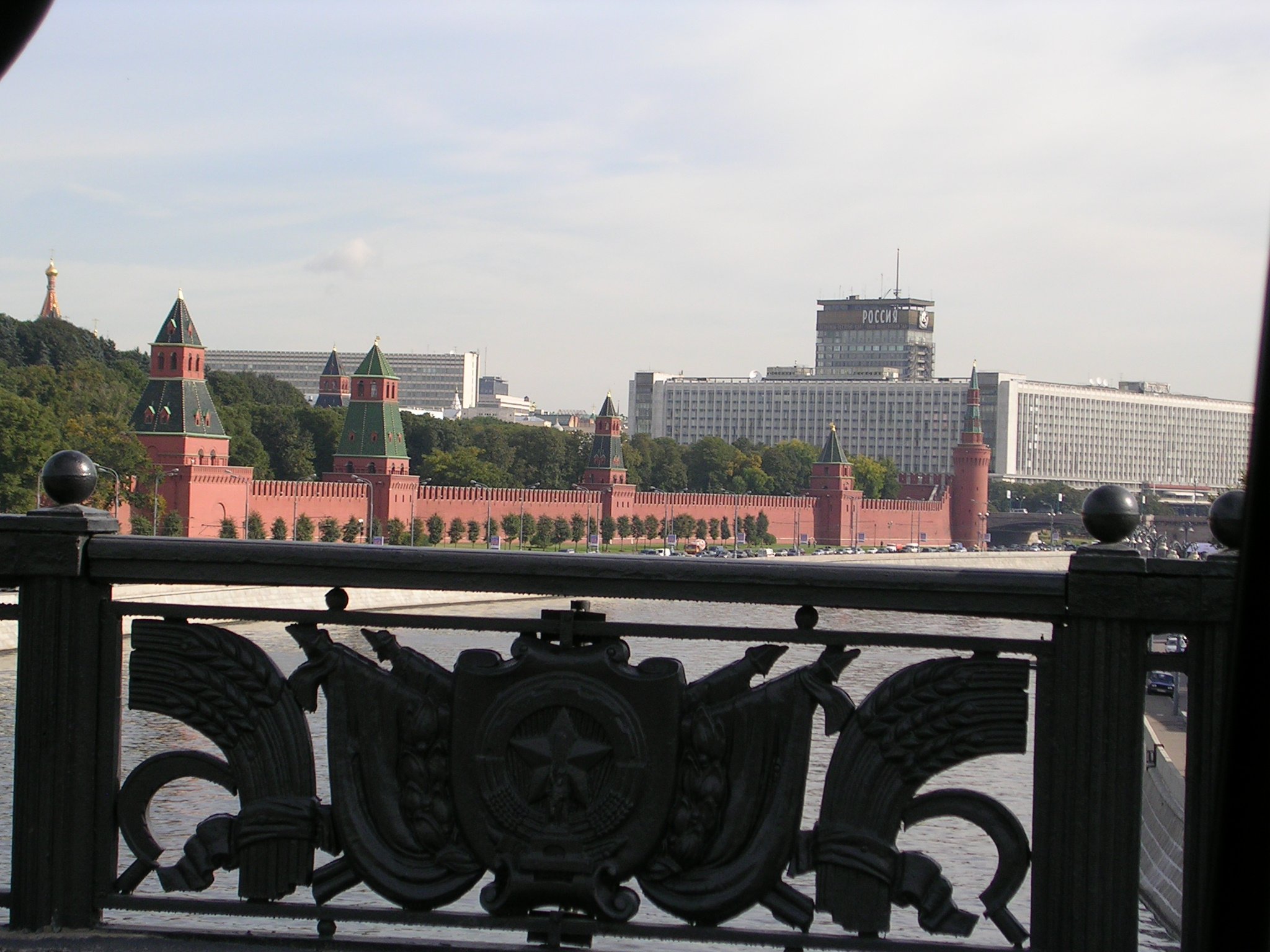
Al fons (de color blanc) l'hotel Rossia, al costat de les característiques muralles vermelles del Kremlin i el riu Moskvà

L'hotel Rossia (en rus Россия, habitualment transcrit Rossiya) va ser l'hotel més gran de Moscou, construït el 1967 per ordre del govern soviètic. L'hotel estava situat al costat de la plaça Roja, i l'edifici principal, de 21 pisos, superava les torres del Kremlin i de la catedral de Sant Basili. Per la seva privilegiada situació i el gran nombre d'habitacions era triat per allotjar els integrants del Politburó i del Congrés del partit de l'URSS que es reunien amb regularitat a la ciutat.
La construcció va utilitzar les bases d'un antic projecte per a un gratacel finalment cancel·lat i que hauria estat la vuitena de les Set Germanes. A la dècada de 1940 van ser destruïts diversos sectors del districte històric de Moscou (conegut com a Zariàdie) per a l'edificació del gratacel original. Un cop acabat l'hotel va passar a formar part del Llibre Guinness dels Rècords com l'hotel més gran del món. Va seguir sent, fins al seu tancament el 2006, l'hotel més gran d'Europa. Els 21 pisos del Rossia incloïen 3.200 habitacions, 245 suites, una oficina postal, una discoteca, un spa, un cinema, una perruqueria i una sala de concerts amb 2.500 localitats. L'edifici era capaç d'albergar 4.000 convidats. El 1977, un gran incendi a l'hotel va deixar 42 morts i 50 ferits.

## Demolició

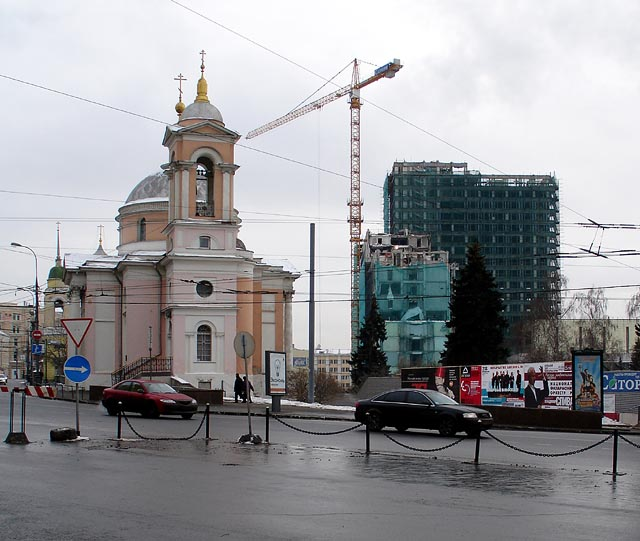
Treballs de demolició el març del 2007

L'hotel Rossia va ser oficialment tancat l'1 de gener de 2006, i en començà la demolició el març d'aquell mateix any. L'hotel deixaria pas a un nou complex d'oci inspirat en l'arquitectura del districte de Zariàdie. El projecte és dirigit per l'arquitecte britànic Norman Foster i inclou un nou hotel de 2.000 habitacions, amb apartaments i pàrquing.